# 源氏名
源氏名（げんじな）は
1. 『源氏物語』にちなんで付けられた名前のこと。歴史的な用法。本項での主な解説対象。
2. 風俗産業などに従事するものが名乗る仮の名前。『源氏物語』との関連は特にない。現代の用法。上記の源氏名から発展した。

## 概要
源氏名とは、『源氏物語』にちなんで女性に付けられた（あるいは女性が名乗った）名前のことである。源氏名を歴史的に見ると、元来は『源氏物語』の巻名で、最初は名歌の題材や投扇興の点数の名称に使ったり、後に女官や遊女が自らの出世、輝かしい未来を願い、源氏のように勝負に勝ちたいと本名を隠し源氏名を名乗ったことがことの始まりである。当初は中世から近世にかけて公家に仕えた女官の名のことだったが、後に武家の奥女中などにおいても用いられるようになった。「源氏名」を使用したことが確認できる最も早い事例は、『実隆公記』に記載されている、「梅枝」という名の三条西実隆に下女として仕え永正2年（1505年）11月6日に死去した女性である。源氏名とされるための条件は以下のようなものである。
- 最狭義には、五十四帖の巻名のいずれかそのものに限られる。
- 狭義にはそれに加えて、巻名になっていない『源氏物語』の登場人物にちなむものを含む。
- 広義には、『源氏物語』とは直接の関係ないが『源氏物語』を連想させるような雅な名前を含む。

もともと遊女には、古くは平安時代から本名とは異なる雅な名前を名乗る慣習があり、江戸時代の遊廓で遊女が源氏名を使用した。この段階で『源氏物語』とはあまり関係のない「源氏名」が多くなったとされる。
宮内省の女官が源氏名を使うことは大正年間まで行われていたが、1923年（大正12年）12月5日に廃止された、
さらに時代が下り、水商売や風俗店で働くホステスやホスト、及びコスプレ系飲食店（メイド喫茶・コンセプトカフェなど）の従業員は、やはり仕事の上で本名ではない名前を使うことが多いが、『源氏物語』とは特に関係ないにもかかわらず、それらをも源氏名と呼ぶようになった。現代ではマスコミも使用している。

## 本来の「源氏名」の使用例
- 徳川和子の入内（1620年）に付き添った女性[9]
  - 「梅枝」 、「総角」、「桐壺」、「藤壺」
- 寛政年間江戸城本丸奥女中一覧より[10]
  - 「火之番」女中 - 「野分」「きり壺」「うつせみ」
  - 「使番」女中 - 「さかき」「とこ夏」「かほる」「うすくも」
  - 「御端下」女中 - 「うき橋」「みゆき」「梅か枝」
- 和宮様附女中分限帳より[11]
  - 「早蕨」「みゆき」「明石」
- 『色道大鏡』より（遊女の源氏名）[12]
  - 「初音」「乙女」「若紫」「若菜」「柏木」「薫」「玉鬘」「梅枝」「紫」「浮船」「浮橋」「薄雲」
  - 「空蝉」「野分」「軒端」「松風」「小紫」「胡蝶」「明石」「蕣（あさがほ）」「榊」
  - 「夕霧」「夕顔」「御法（みのり）」「須磨」
- 『色道大鏡』より（禿（かむろ）の源氏名）[13]
  - 「軒端」「こてふ」「あかし」「關屋（関屋）」「すま」